# Puente Viesgo
Puente Viesgo ist eine Gemeinde in der spanischen Autonomen Region Kantabrien. Sie liegt im Zentrum der Region im Bereich des mittleren Unterlaufs des Flusses Pas, wo dieser schmaler ist.

## Orte
- Aés
- Hijas
- Las Presillas
- Puente Viesgo (Hauptstadt)
- Vargas

## Bevölkerungsentwicklung
| 1842 | 1900 | 1950 | 1981 | 1991 | 2001 | 2011 |
| ---- | ---- | ---- | ---- | ---- | ---- | ---- |
| 1665 | 2034 | 2666 | 2497 | 2475 | 2326 | 2869 |

## Wirtschaft

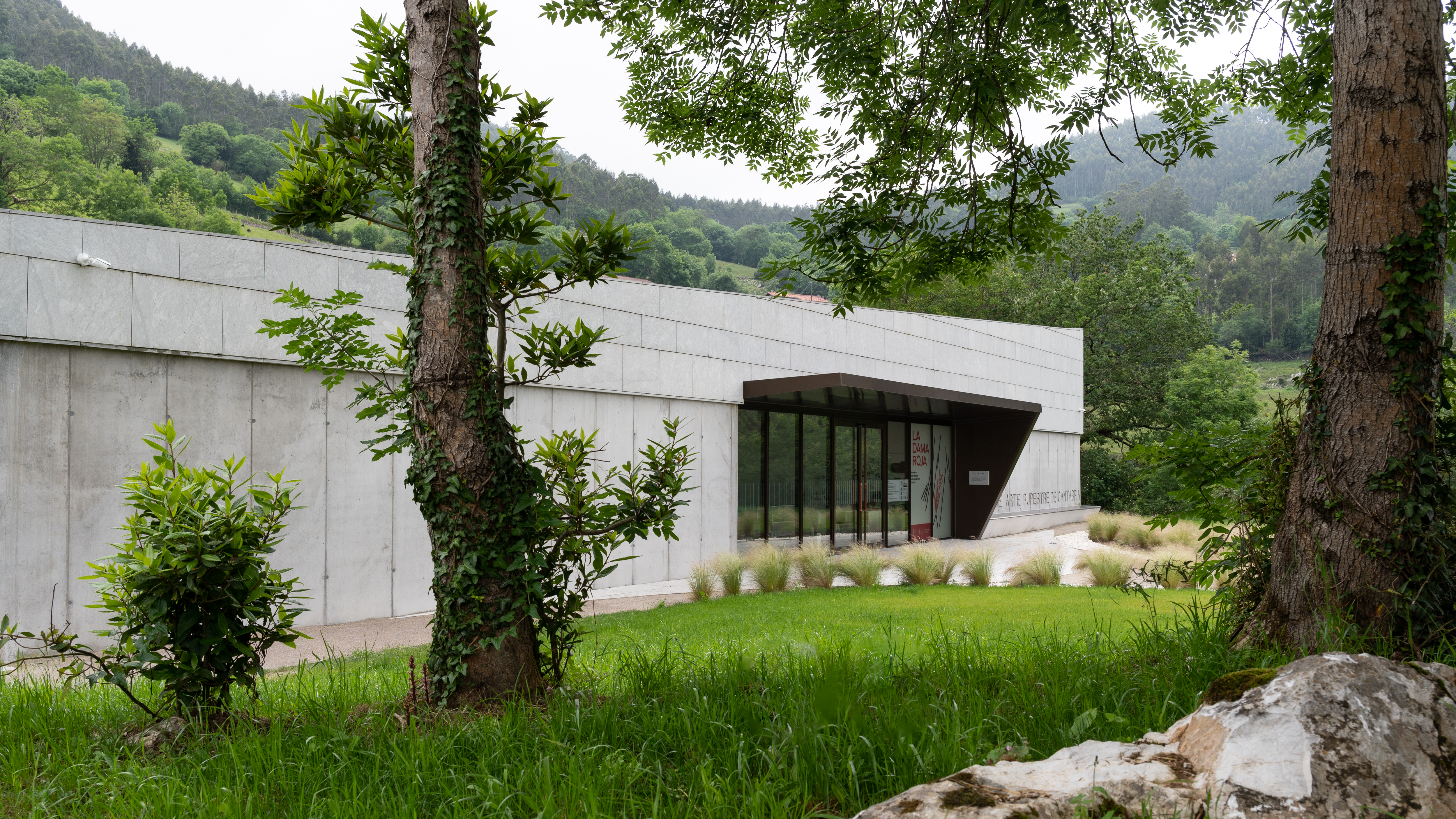
Felskunstmuseum in Puente Viesgo

Die Bevölkerung wuchs während des gesamten 20. Jahrhunderts bis in den 1960er-Jahren gleichmäßig an, dann jedoch führte eine Krise in der Viehzucht dazu, dass zahlreiche landwirtschaftlichen Betriebe aufgegeben wurden und in die vormaligen Bauern in Industriezentren abwanderten. Die Entwicklung des Kurtourismus mit der Wiedereröffnung und dem Ausbau der Autobahn, der Bau neuer Wohnungen und die Schaffung eines kleinen Industriegebiets in Vargas, in dem sich einige Unternehmen ansiedelten, ermöglichten es, die Krise zu überwinden und den positiven demografischen Trend wieder aufzunehmen.